# Bauerago capensis
Bauerago capensis är en svampart som först beskrevs av Reess, och fick sitt nu gällande namn av Vánky 1999. Bauerago capensis ingår i släktet Bauerago och familjen Microbotryaceae.   Inga underarter finns listade i Catalogue of Life.